# Yaritza Reyes
Yaritza Miguelina Reyes Ramírez (Santo Domingo Norte, República Dominicana, 17 de diciembre de 1993) es una modelo y actriz dominicana, conocida por haber ganado el certamen de belleza Miss República Dominicana 2013 y por tanto representar a su país en el Miss Universo 2013. Con raíces de la provincia Elías Piña, esta representó la provincia sureña en el mismo certamen. Fue la tercera mujer de tez oscura en representar a la República Dominicana en el certamen de belleza Miss Universo, donde Ruth Ocumárez y Ada Aimee de la Cruz fueron las primeras. En el 2016 conquista la corona de Miss Mundo Dominicana del mismo año, representando a Santo Domingo Norte.

## Biografía
Nacida en Sabana Perdida (Santo Domingo Norte) es una modelo, actriz, cantante, enfermera técnica y estudiante de comunicación social en la Universidad Autónoma de Santo Domingo (UASD) en la cual también forma parte del coro universitario.
Se inicia en las artes desde los 8 años, ingresando al coro infantil de la Parroquia Nuestra Señora de América Latina donde permaneció hasta los 17 años. Mientras estudiaba en el Liceo Cardenal Sancha Fe y Alegría participó en diversos grupos culturales, tales como: teatro, coro, baile, MEFA (Movimiento estudiantil Fe y Alegría) y más tarde se graduó en la misma con honores en el área de enfermería, otra de sus pasiones. En el año 2011 concursó en el Miss República Dominicana Imagen Teen, donde fue condecorada como Miss Oratoria y Miss personalidad. 
En el mismo año, participó del Reality Show producido por el reconocido actor dominicano Frank Perozo, “De la calle al Cine” quedando entre los 12 finalistas de más de 2000 mil personas que adicionaron. De igual manera participó en un concurso de Herbal Essences. Habla los idiomas ruso e inglés, además es profesora de mismo en SLC (Shakespeare Language Center) y en la actualidad estudia francés. Ha participado en diversas películas, vídeos musicales, cortometrajes, comerciales y desfiles de moda para diseñadores nacionales e internacionales.

## Certámenes

### Miss República Dominicana Imagen Teen 2011
Con el sueño de representar a país Yaritza Reyes entra al Miss Imagen Teen RD como Miss San Juan quedando de 7.ª. Finalista, además ganó Miss Comunicación/Oratoria y Miss Personalidad. En el concurso resultó ganadora Fabiola Vargas, representante de Barahona. Fue la primera versión del certamen, la cual se celebró en el teatro la fiesta del Hotel Jaragua.

### Miss República Dominicana 2013
Representando a la provincia de Elías Piña, Yaritza Reyes conquistó la corona de Miss República Dominicana 2013, coronándose así como la embajadora de la belleza en su país. Aparte de haber ganado el certamen, ganó los premios de Miss Simpatía y Mejor Traje Típico.

### Miss Universo 2013
Reyes participó en el Miss Universo 2013 que se realizó el 9 de noviembre en Rusia donde obtuvo una destacada participación al ubicarse dentro de las diez finalistas en el certamen donde resultó ganadora la venezolana Gabriela Isler; esta es la primera vez que la República Dominicana clasifica entre las finalistas desde 2009 cuando Ada Aimée de la Cruz logró posicionarse como primera finalista donde resultó ganadora la también venezolana Stefania Fernández.

### Reina Hispanoamericana 2013
Yaritza participó en el certamen Reina Hispanoamericana 2013 que se llevó a cabo el 12 de diciembre del 2013 en Bolivia, al final del evento quedó posicionada como "Virreina Hispanoamericana 2013" solo superada por la eventual ganadora Alejandra López de Colombia.

### Miss Mundo Dominicana 2016
Reyes el 19 de junio del 2016 se alzó con la corona del Miss Mundo Dominicana del mismo año, representando a su municipio natal Santo Domingo Norte. Yaritza representará a su país en el Miss Mundo 2016.

### Miss Mundo 2016
El certamen de Miss Mundo 2016 se llevó a cabo en Washington D.C el 18 de diciembre en el cual Reyes logró destacarse desde el primer día que llegó a la ciudad antes mencionada, destacándose en las diferentes competencias de dicho certamen, entre ellas: Top Model quedando en tercer lugar, Belleza con Propósito quedando entre las 24 semifinalistas y figurando en el cuadro semifinal de 24 de las competencias en Deportes. Finalmente Yaritza Reyes tuvo el puesto de primera finalista, sólo superada por la actual Miss Mundo, Stephanie Del Valle de Puerto Rico, siendo ellas las únicas latinas en llegar a las cinco finalistas del concurso. Reyes también obtuvo la corona de Miss Mundo Caribe 2016 en mismo.

## Filmografía

### Cine
| Año  | Película/Corto                         | Rol           | Director              | País                               |
| ---- | -------------------------------------- | ------------- | --------------------- | ---------------------------------- |
| 2013 | Maneras Misteriosas (Corto)            | Safira        | Cristina Paola Then   | Bandera de la República Dominicana |
| 2015 | Tubérculo Gourmet                      | Sirena        | Archie López          | Bandera de la República Dominicana |
| 2015 | Vacanze ai Caraibi - Il film di Natale | Ajtia         | Neri Parenti          | Bandera de Italia                  |
| 2016 | Love Kills                             | Chica (Cameo) | Felix Limardo         | Bandera de la República Dominicana |
| 2016 | Ovni                                   | Dos           | Raúl Marchand Sánchez | Bandera de la República Dominicana |
| 2016 | Tubérculo Presidente                   | Sirena        | Archie López          | Bandera de la República Dominicana |
| 2019 | Casi Fiel                              | Paola         | Roberto Angel Salcedo | Bandera de la República Dominicana |
| 2019 | La Musiquita por Dentro                | Annie         | Ernesto Alemany       | Bandera de la República Dominicana |